# Palazzo del Lloyd Triestino
Il palazzo del Lloyd Triestino di Trieste è un'importante costruzione della città. L'entrata principale è in piazza dell'Unità d'Italia, ma il palazzo si affaccia anche in via dell'Orologio, riva del Mandracchio e via del Mercato Vecchio. Già sede della compagnia di navigazione Lloyd Triestino di Navigazione, poi Lloyd Triestino, è stato  ristrutturato più volte, e ora ospita gli uffici della presidenza e della giunta della Regione autonoma Friuli Venezia Giulia.

## Storia
Il Lloyd Triestino, costituito nel 1833, ebbe la prima sede in piazza Tommaseo, poi in piazza della Borsa.
Nel 1878 si incominciò a individuare le aree per la costruzione di un nuovo palazzo. Nel 1880 fu acquistato il fondo della Pescheria e venne indetto un concorso per la progettazione del palazzo del Lloyd, al quale parteciparono architetti di Vienna e di Trieste. Vennero presentati sette progetti, ma nessuno di questi rispondeva alle esigenze del Consiglio del Lloyd, per cui si decise di affidare la costruzione al consigliere superiore edile Heinrich von Ferstel. Egli optò per il sistema delle fondamenta larghe e poco profonde, considerando la natura melmosa del terreno di riporto. Per lo stesso motivo venne sconsigliata l'erezione di una torre, originariamente prevista su lato mare.
La prima pietra fu posta il 6 dicembre del 1880 e la costruzione fu completata nel 1883.
Lo stabile, di forme semplici ma articolate, è ornato di statue allegoriche al pianterreno e sul fastigio, opere degli scultori Josef Pokorny e Hugo Haerdtl di Vienna; al livello strada, sulla facciata, sono particolarmente evidenti - in nicchie - le fontane e le sculture allegoriche dell'acqua dolce (angolo sinistro) e dell'acqua di mare (angolo destro), quest'ultima in sembianze di Venere che sorge da una conchiglia.
Nel 1899 l'ingegnere Eugenio Geiringer costruì nel cortile un grande vano coperto ad uso degli uffici.
Il primo maggio 1945 il palazzo fu seriamente danneggiato dai colpi di artiglieria sparati dai tedeschi.
Durante il biennio 1966-1967 l'immobile fu sottoposto ad un radicale restauro, consolidamento e ampliamento, con sopraelevazione del piano interno verso il cortile.
Dal 1991 l'edificio è sede della Presidenza della Giunta regionale della Regione autonoma Friuli Venezia Giulia.